# برناردو بريتو
برناردو بريتو هو لاعب كرة قاعدة دومينيكاني، ولد في 4 ديسمبر 1963 في سان كريستوبال في جمهورية الدومينيكان.

## وصلات خارجية
- برناردو بريتو على موقع دوري كرة القاعدة الرئيسي (الإنجليزية)
- برناردو بريتو على موقع الدوري الياباني لكرة القاعدة (الإنجليزية)
- برناردو بريتو على موقعبيزبول رفرنس.كوم (الدوري الرئيسي) (الإنجليزية)
- برناردو بريتو على موقعبيزبول رفرنس.كوم (الدوري الثانوي) (الإنجليزية)
- برناردو بريتو على موقع إي إس بي إن.كوم (أم.أل.بي) (الإنجليزية)
- برناردو بريتو على موقع مشجعي الرسوم البيانية (الإنجليزية)